# Atlantflenört
Atlantflenört (Scrophularia scorodonia) är en flenörtsväxtart. Enligt Catalogue of Life ingår Atlantflenört i släktet flenörter och familjen flenörtsväxter, men enligt Dyntaxa är tillhörigheten istället släktet flenörter och familjen flenörtsväxter. Arten har ej påträffats i Sverige.

## Underarter
Arten delas in i följande underarter:
- S. s. multiflora
- S. s. scorodonia
- S. s. glabrescens